# Gjesing Kirke (Esbjerg Kommune)
 For alternative betydninger, se Gjesing Kirke. (Se også artikler, som begynder med Gjesing Kirke)
Gjesing Kirke, indviet den 30. januar 1983, er en moderne kirke placeret nær flere indkøbscentre i Esbjerg N.

## Eksterne kilder og henvisninger
- Gjesing Kirke Arkiveret 31. januar 2011 hos  Wayback Machine hos nordenskirker.dk
- Gjesing Kirke hos KortTilKirken.dk
- Gjesing Kirke i bogværket Danmarks Kirker (udg. af Nationalmuseet)